# مصطفی شیرزاد
مصطفی شیرزاد (زادۀ ۱۳۲۰ در مهاباد) نقاش اهل ایران.

## زندگی‌نامه
مصطفی شیرزاد، نقاش برجستۀ کُرد است. او یکی از نوادگان فیض‌الله‌بیگی و یکی از طوایف آن‌ها محسوب می‌شود. همچنین، نسبت او به بُداق سلطان حاکم ساوجبلاغ مکُری نیز می‌رسد. شیرزاد در سال ۱۳۲۰ در شهر مهاباد متولد شد. تحصیلات خود را به‌واسطۀ شغل پدرش در تبریز گذراند و در سال ۱۳۳۸-۱۳۳۹ در بین دانش‌آموزان نقاش آذربایجان غربی و شرقی موفق به کسب رتبۀ اول شد و در اردویی که در رامسر برگزار شد، بین دانش‌آموزان نقاش کل کشور توانست رتبۀ سوم کشور را به‌دست آورد. در سال ۱۳۴۵ موفق به اخذ مدرک دیپلم شد. سپس به استخدام ادارۀ فرهنگ و هنر مهاباد درآمد و به تدریس و ترویج هنر زیبای خویش مشغول شد.
ذوق و شوق فراوانش در نقاشی و همچنین نسبت فامیلی که با فیض الله خان ناهید داشته‌اند، باعث شد که به خدمت ایشان در آمده و سال‌ها از هنر این پیر فرزانه کسب فیض نماید. معروفترین سبک‌های کاری شیرزاد ناتورالیسم، رئالیسم، رومانتیک و امپرسیونیسم است.
آثار وی جنبه فولکلور داشته و در کارهایش بر زنده نگاه داشتن آداب و رسوم کُردی دیده می‌شود؛ از جمله کارهای ایشان می‌توان به آوردن عروس با اسب، رقص و پایکوبی، شکار و ... اشاره کرد. بعد از مدتی به شهر بوکان نقل مکان می‌کند و ریاست اداره دخانیات شهرستان بوکان را برعهده می‌گیرد. بعد از انقلاب بالاخره بازنشسته می‌شود.
شیرزاد به کشورهای مختلف اروپایی ازجمله فرانسه، بلژیک، انگلیس، هلند و آلمان سفر کرده و از آثار نقاشان مشهور جهان دیدن کرده‌است. هچنین وی در جشنوارهٔ شانزدهمین سالگرد تأسیس مرکز نشر ادبیات کُردی «سروه» در بین شخصیتهای برتر کُرد در رشته نقاشی رتبه اول را کسب کرده و از طرف هفته‌نامۀ سیروان به‌عنوان آخرین بازماندۀ نقاشان نسل اول منطقۀ موکریان، معرفی شده‌است. او هم‌اکنون باتوجه‌به سنش که به ۷۴ سال می‌رسد، با پشتکار خود و همان ذوق و علاقه‌اش به این هنر در شهر بوکان هنرکده‌ای ایجاد کرده و مشغول به کار تدریس و توسعۀ اصول این هنر می‌پردازد.

## عقاید و اصول کار شیرزاد
استاد شیرزاد در تابلوهایش از الگوهای اروپایی اجتناب کرده و همگی آثار وی از هنر بومی تأثیر گرفته‌است.

حاصل عمر ۷۰سالگی این هنرمند کُرد ۵۰۰ اثر در موضوع‌های هنر بومی است که آثارش در میان دیگر نقاشان بوکانی از هواداران خاصی بر خوردار است.
استاد شیرزاد از جمله هنرمندانی است که تکنیک‌ها و مهارت‌های خاص این هنر را به شاگردانش یاد داده که ازجمله می‌توان به محمد رستم‌زاده، ناصر فیض‌الله‌بیگی و ریبین حیدری اشاره کرد.
به عقیده این هنرمند کُرد مهم‌ترین فرایند در زمینۀ شکل‌دهی کودکان را مقوله هم پیمانی درون خانواده تشکیل می‌دهد.حال پس از بررسی زندگی و آثار این هنرمند بوکانی می‌توان قضاوت کرد کار او بیشتر از جنبه‌های رئال است که تا کنون نمایشگاه‌های متعددی از آثارش را در داخل و خارج از کشور بر پا کرده‌است.
افزون بر آن، حضور در همایش‌ها و نشست‌های فرهنگی از دیگر فعالیت‌های این هنرمند محسوب می‌شود. این نقاش کُرد در هنرکده خود، واقع در خیابان ورزش، ۱۳۰ هنرجوی ۴ تا ۵۰ ساله دارد که با استفاده از مدادرنگ، گواش، آب‌رنگ و رنگ روغن زیر نظر دلنیا شریفی، شیرین شاطری، سرگل میرزازاده، سامان امینی‌خواه و جمیله فتح‌الله‌زاده پنج مربی آموزش‌دیدۀ این هنر، هنر نقاشی را فرامی‌گیرند. 